# Боа д'Оен
Боа д'Оен (фр. Bois-d'Oingt) насеље је и општина у источној Француској у региону Рона-Алпи, у департману Рона која припада префектури Вилфранш сир Саон.
По подацима из 2011. године у општини је живело 2261 становника, а густина насељености је износила 440,74 становника/km². Општина се простире на површини од 5,13 km². Налази се на средњој надморској висини од 300 метара (максималној 466 m, а минималној 250 m).

## Демографија
| 1962. | 1968. | 1975. | 1982. | 1990. | 1999. | 2011. |
| ----- | ----- | ----- | ----- | ----- | ----- | ----- |
| 912   | 1.009 | 1.328 | 1.462 | 1.518 | 1.823 | 2.261 |

График промене броја становника у току последњих година